# Nyiman
A Nyiman (oroszul: Ниман) folyó Oroszország ázsiai részén, a Bureja jobb oldali mellékfolyója.

## Földrajz
Hossza: 353 km, vízgyűjtő területe: 16 500 km², évi közepes vízhozama (a torkolattól 12 km-re): 218 m³/s, legnagyobb vízhozama 6460 m³/s.
Az Ezop-hegységben 1340 m tengerszint feletti magasságban ered. Kezdetben hegyi jellegű folyó, 900-1300 m széles ártere van, völgyében régóta aranyat bányásznak. Középső folyásán mélyen bevágódott völgyben, meredek partok között halad, ártere itt csak 300-400 m széles. Alsó folyásán, az Akisma mellékfolyó torkolatától völgye kiszélesedik.
Vízgyűjtő területe a monszun idején bőséges csapadékot kap, a nyár második felében a folyón több nagy árhullám vonul le. Főként esővíz táplálja. Októbertől áprilisig jég borítja.
Nagyobb jobb oldali mellékfolyója az Akisma (196 km) és a Kivili (108 km), a bal oldali a Nyimakan (144 km).